# 牛肋排

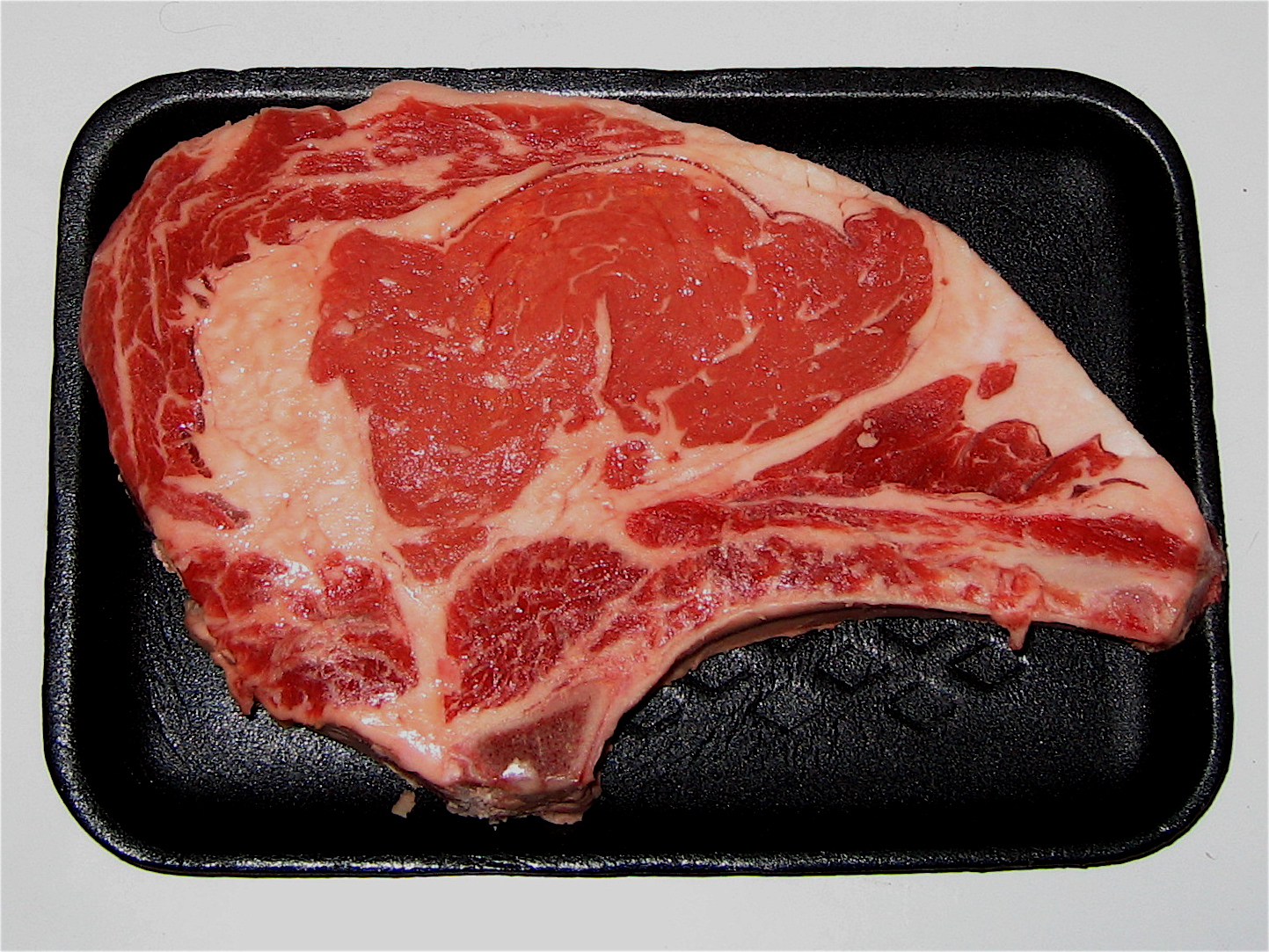
带骨的生牛肋排

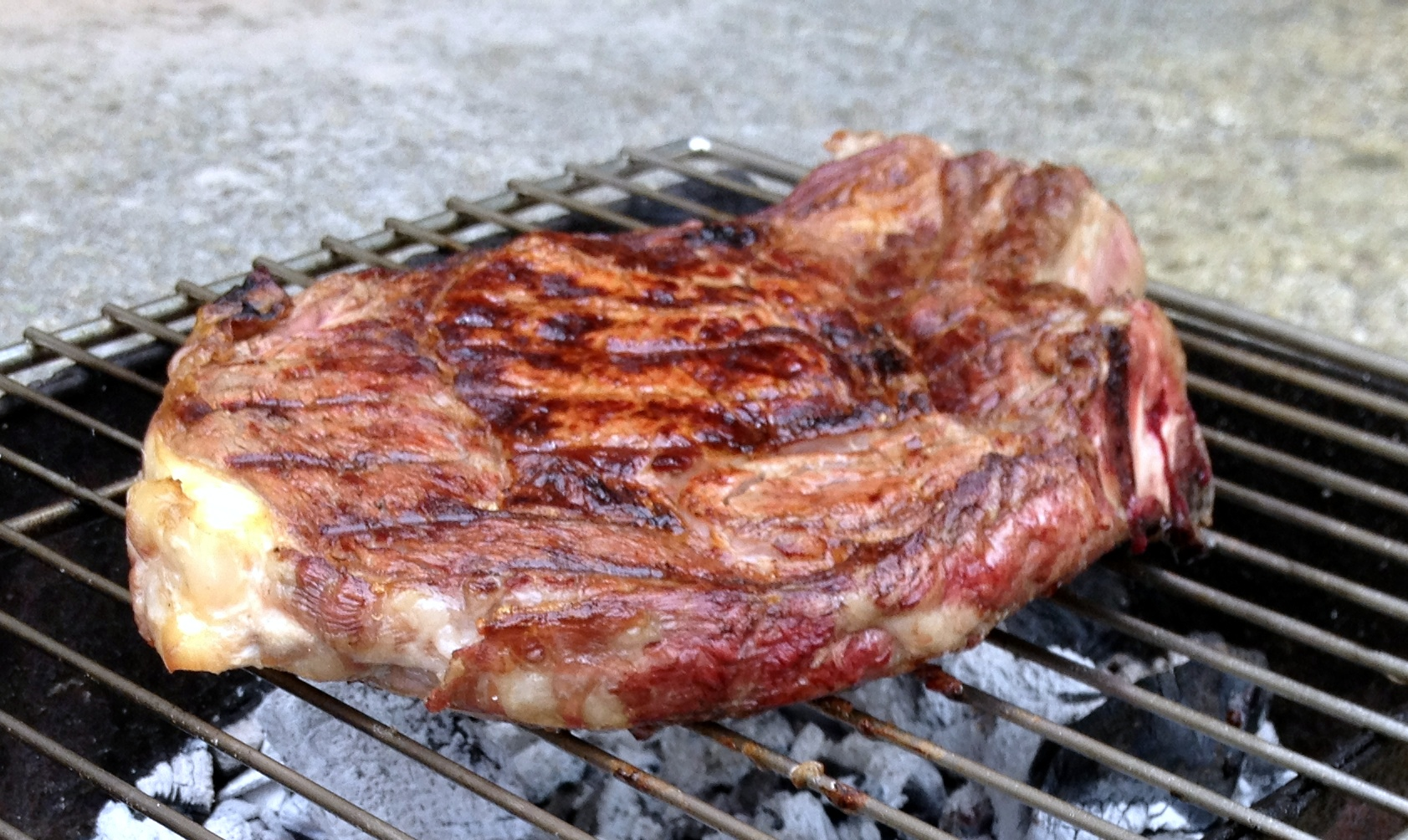
牛肋排烧烤

牛肋排（英語：rib steak），又称为战斧牛排（tomahawk steak），是从牛肋部切下来的牛排，上面通常附有肋骨。在美国一般将去骨的牛肋排称为肋眼牛排（rib eye steak），但也有部分地区不做如此区分。在澳大利亚和新西兰，“肋眼牛排”指带骨的牛肋排，去骨的则称苏格兰菲力（Scotch fillet）。“肋眼”最初是指牛肋排不带骨的中心部分，因形似眼睛而得名。带有至少五英寸完整肋骨的牛肋排也称为“战斧牛排”，因类似于美洲原住民使用的印第安战斧而得名。
由于牛肋骨周围的肌肉组织在牛的日常生活中会得到锻炼，因此牛肋排被认为比菲力等一些其他部位的牛排更有风味。其中含有脂肪的雪花纹使其适合慢烤或炙烤至不同的熟度，并可以增加牛排嫩度。